# Los pechos privilegiados
Los pechos privilegiados es una de las más famosas comedias de Juan Ruiz de Alarcón. También se le conoce con el título de Nunca mucho costó poco y su primera representación se suele datar en 1625 y fue escrita entre 1619 y 1621. Apareció en 1634 conformando la Parte segunda de Alarcón.

## Análisis
El argumento de la obra está basado en la magna Historia general de España de Juan de Mariana, específicamente en un episodio del siglo XI, en el que se ve envuelto el rey Alfonso V de León y varias princesas del Reino de Castilla. Se trata de una de las más convencionales obras de Alarcón, aficionado a salirse del arquetipo literario de la época. El conflicto principal reside en la lealtad y el honor que todo vasallo debe rendirle a su rey, alusión, tal vez, a la crisis política del tiempo del duque de Lerma y del duque de Uceda. Todo el primer acto se enfoca en este asunto.
La inmensa mayoría de los personajes de esta comedia, especialmente Rodrigo de Villagómez y Elvira, son caracteres bien definidos en los que destaca la pasión y la dignidad con la que expresan sus sentimientos. Son, pues, tipos únicos dentro de la pintura de caracteres del teatro alarconiano, que tanta fama le trajo a su autor. Con Los pechos privilegiados Alarcón logra halagar a la realeza, al mismo tiempo que consigue una bien lograda obra teatral.
Muchos pasajes de la comedia, a partir de la segunda mitad del primer acto, incluyen referencias irónicas bastante claras a la situación política de España en el siglo XVII. Abundan también, como ya era costumbre en Alarcón, pullas hacia sus enemigos literarios, especialmente a Lope de Vega.